# AC Sammaurese
Associazione Calcio Sammaurese – włoski klub piłkarski z siedzibą w miejscowości San Mauro Pascoli w regionie Emilia-Romania.

## Historia
Klub założono w 1935 roku w miejscowości San Mauro Pascoli jako Società Sportiva Sammaurese. W sezonie 1945/46 zespół po raz pierwszy wziął udział w oficjalnych rozgrywkach, którymi była Prima Divisione (IV poziom ligowy), uzyskując na jego zakończenie awans do Serie C. W sezonie 1946/47 Sammaurese zajęło 12. lokatę w tabeli grupy B, co jest najlepszym dotychczasowym osiągnięciem w historii. W sezonie 1947/48 klub spadł z Serie C i występował od tej pory w ligach regionalnych, od początku lat 80. pod nową nazwą Associazione Calcio Sammaurese.
W 2008 roku, dzięki finansowemu zaangażowaniu lokalnych biznesmenów, w tym Cristiano Prottiego, utworzono akademię młodzieżową pod nazwą Real Sammaurese oraz dokonano gruntownej renowacji stadionu i budowy zaplecza treningowego. W 2009 roku Cristiano Protti został właścicielem AC Sammaurese. Przed sezonem 2011/12 zatrudnił on na stanowisku trenera swojego kuzyna Stefano Prottiego. Po roku klub pod jego wodzą uzyskał awans do Eccellenzy, natomiast w sezonie 2014/15 do Serie D, co uznaje się za największy sukces w najnowszej historii klubu.

## Barwy
Oficjalnymi barwami AC Sammaurese są kolory żółty i czerwony.

## Stadion
AC Sammaurese rozgrywa swoje mecze na Campo da Calcio Macrelli, zlokalizowanym na Via Vincenzo Monti 1 przy Autostradzie Adriatyckiej A14. W 2008 roku obiekt przeszedł gruntowną przebudowę, kiedy to odnowiono szatnie, pomieszczenia gospodarcze oraz wybudowano parking i dwa boiska treningowe. Jesienią 2015 roku stadion został zmodernizowany zgodnie z wymogami licencyjnymi obowiązującymi w Serie D, po czym jego pojemność ustalono na ok. 700 widzów.